# Harrisia scutellaris
Harrisia scutellaris là một loài ruồi trong họ Tachinidae.